# Us Against the World
Us Against the World är det svenska musikgruppen Plays debutalbum. släppt den 12 december 2001. Det släpptes den 25 juni 2002 i USA som en självbetitlad EP Play.

## Låtlista
| Nr  | Titel                                            | Längd |
| --- | ------------------------------------------------ | ----- |
| 1.  | Us Against the World                             | 3:42  |
| 2.  | Cinderella                                       | 3:36  |
| 3.  | Hopelessly Devoted                               | 3:21  |
| 4.  | Remember to Forget                               | 3:27  |
| 5.  | Is It Love                                       | 3:33  |
| 6.  | Disco Hippie                                     | 3:22  |
| 7.  | I Don't Get Down Like That                       | 3:43  |
| 8.  | I'm Gonna Make You Love Me (med Chris Trousdale) | 3:06  |
| 9.  | To Live and to Die For                           | 3:18  |
| 10. | Never Never Land                                 | 3:28  |
| 11. | Watch Me Now                                     | 4:47  |